# Melasmothrix naso
Melasmothrix naso је врста глодара из породице мишева (лат. Muridae).

## Распрострањење
Индонежанско острво Сулавеси је једино познато природно станиште врсте.

## Станиште
Врста Melasmothrix naso има станиште на копну.

## Угроженост
Подаци о распрострањености ове врсте су недовољни.

### Популациони тренд
Популациони тренд је за ову врсту непознат.